# Newfoundland and Labrador Route 230
Newfoundland and Labrador Route 230 (NL-230) is een 110 km lange provinciale weg in de Canadese provincie Newfoundland en Labrador. Het is de belangrijkste verbindingsweg van het Newfoundlandse schiereiland Bonavista, die loopt van de Trans-Canada Highway tot in de gemeente Bonavista. Route 230 staat daarom bekend als de Bonavista Peninsula Highway. In toeristische context wordt de baan ook wel de Discovery Trail genoemd.

## Traject
Route 230 begint aan afrit 26 van de Trans-Canada Highway (NL-1) in een vrij afgelegen gebied tussen Thorburn Lake en Clarenville. Het eerste en tegelijk overgrote deel van Route 230 gaat afwisselend in oostelijke en noordoostelijke richting. Hij gaat hierbij voornamelijk doorheen het dichtbeboste en dunbevolkte binnenland van Bonavista, al bereikt hij ook enkele diep in het landschap ingesneden zeearmen bij Lethbridge en Charleston, evenals de kustplaatsjes van de Trinity Bight. Zijwegen langs dat deel van het traject zijn achtereenvolgens Route 230A, Route 233, Route 234, Route 235, Route 239 en Route 236.
Na 87 km bereikt de NL-230 het kustdorp Melrose, vanaf waar de weg naar het noorden toe draait en deze richting aanhoudt tot in het dorp Bonavista. Langs dat laatste deel van het traject heeft hij nog Route 237 en Route 238 als zijwegen, evenals de tweede samenkomst met Route 235, die het eindpunt vormt.

## Plaatsen langs Route 230
De plaatsen staan in volgorde van west naar oost.

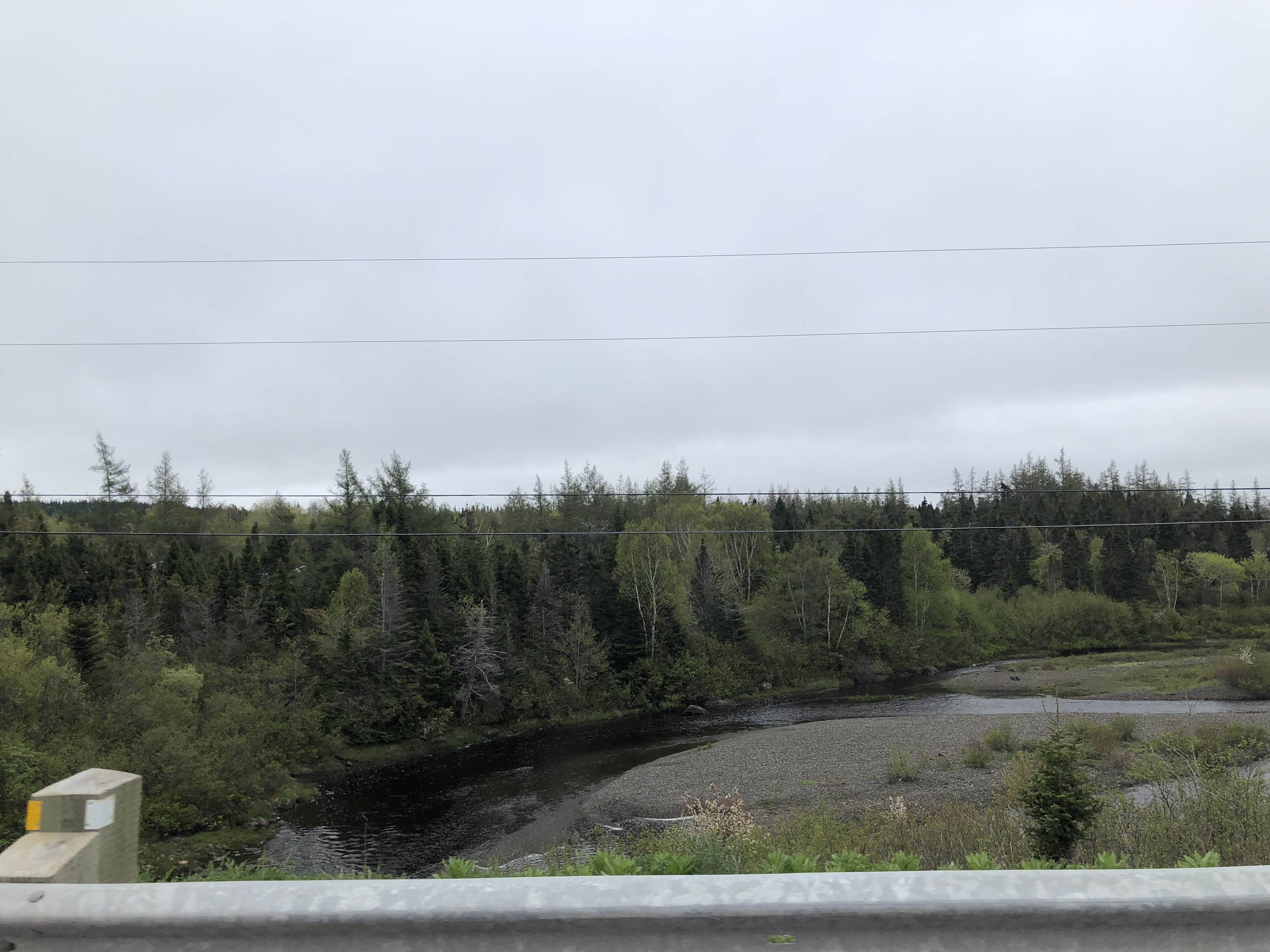
Zicht vanaf de brug over de Southern Bay River in Charleston

- Morley's Siding
- Lethbridge
- Charleston
- Southern Bay
- Port Rexton
- Champney's Arm
- Melrose
- Catalina
- Bonavista